# Рабочая аристократия
Рабочая аристократия — привилегированная часть наёмных работников-исполнителей, получающая долю от империалистических, монополистических, иных сверхприбылей чаще всего в виде заработной платы, существенно превышающей массовую.
В ЭСБЕ указано что фраза об аристократии рабочего класса сложилась как плод поспешного обобщения некоторых явлений английского трэд-юнионизма на весь мир промышленных рабочих. В действительности необученные (простые) рабочие своим подъёмом обязаны рабочим обученным и хорошо оплачиваемым, которые, по общему правилу, являются авангардом своего класса в борьбе за улучшение условий труда.

## Становление понятия
Понятие наиболее употребимо в марксистской трактовке в политэкономии. Однако это понятие проникает и в буржуазную социологию и экономику.
Впервые упоминание «рабочей аристократии» встречается у К. Маркса в первом томе «Капитала» в главе 23 «Всеобщий закон капиталистического накопления», пункте 5 «Иллюстрации всеобщего закона капиталистического накопления», подпункте d) «Влияние кризисов на наиболее высоко оплачиваемую часть рабочего класса»: «Прежде чем перейти к собственно сельскохозяйственным рабочим, я покажу ещё на одном примере, какое влияние оказывают кризисы даже на наиболее высоко оплачиваемую часть рабочего класса, на его аристократию.»
В этом подпункте Маркс рассматривает влияние кризисов на наиболее оплачиваемых рабочих, однако ещё не разбирает ни их социальный генезис, ни политэкономические интересы.
В письме к Марксу от 7 октября 1858 года Энгельс писал: «Английский пролетариат фактически всё более и более обуржуазивается, так что эта самая буржуазная из всех наций хочет, по-видимому, довести дело, в конце концов, до того, чтобы иметь буржуазную аристократию и буржуазный пролетариат рядом с буржуазией.»
Энгельс во втором предисловии к «Положению рабочего класса в Англии» (1882 год) пишет:

Вторую категорию составляют крупные тред-юнионы. Это организация таких отраслей производства, в которых применяется исключительно или, по крайней мере, преобладает труд взрослых мужчин. Ни конкуренция женского и детского труда, ни конкуренция машин не смогли до сих пор сломить их организованную силу. Организации механиков, плотников и столяров, каменщиков являются каждая в отдельности такой силой, что могут даже, как например каменщики и их подручные, с успехом противостоять введению машин. Несомненно, их положение с 1848 г. значительно улучшилось; наилучшим доказательством этого служит то, что в течение более пятнадцати лет не только хозяева были чрезвычайно довольны ими, но и они — хозяевами. Они образуют аристократию в рабочем классе; им удалось добиться сравнительно обеспеченного положения, и это они считают окончательным. Это образцовые рабочие господ Лиона Леви и Джиффена, и они в самом деле очень милые, покладистые люди для всякого неглупого капиталиста в отдельности и для класса капиталистов в целом."

Маркс и Энгельс по мере развития зачатков империализма всё более чётко осознавали роль рабочей аристократии в обществе. Ленин внёс существенный вклад в развитие этого понятия, поскольку как политик и теоретик сформировался уже в эпоху империализма.

Буржуазия уже родила, вскормила, обеспечила себе «буржуазные рабочие партии» социал-шовинистов во всех странах. Различия между оформленной партией, напр., Биссолати в Италии, партией вполне социал-империалистской, и, скажем, полуоформленной почти-партией Потресовых, Гвоздевых, Булкиных, Чхеидзе, Скобелевых и К°, — эти различия несущественны. Важно то, что экономически откол слоя рабочей аристократии к буржуазии назрел и завершился, а политическую форму себе, ту или иную, этот экономический факт, эта передвижка в отношениях между классами найдет без особого «труда».— 
В работе «Крах II интернационала» Ленин так упоминал рабочую аристократию:

Империалистская эпоха не мирится с сосуществованием в одной партии передовиков революционного пролетариата и полумещанской аристократии рабочего класса, пользующейся крохами от привилегий «великодержавного» положения «своей» нации.
Оппортунизм порождался в течение десятилетий особенностями такой эпохи развития капитализма, когда сравнительно мирное и культурное существование слоя привилегированных рабочих «обуржуазивало» их, давало им крохи от прибылей своего, национального капитала, отрывало их от бедствий, страданий и революционных настроений разоряемой и нищей массы. Империалистская война есть прямое продолжение и завершение такого положения вещей, ибо это есть война за привилегии великодержавных наций, за передел колоний между ними, за господство их над другими нациями. Отстоять и упрочить своё привилегированное положение «высшего слоя» мещан или аристократии (и бюрократии) рабочего класса — вот естественное продолжение мелкобуржуазно-оппортунистических надежд и соответственной тактики во время войны, вот экономическая основа социал-империализма наших дней.

В работе «Империализм, как высшая стадия капитализма» Ленин пишет.

Этот слой обуржуазившихся рабочих или «рабочей аристократии», вполне мещанских по образу жизни, по размерам заработков, по всему своему миросозерцанию, есть главная опора II Интернационала, а в наши дни главная социальная (не военная) опора буржуазии. Ибо это настоящие агенты буржуазии в рабочем движении, рабочие приказчики класса капиталистов (labor lieutenants of the capitalist class), настоящие проводники реформизма и шовинизма. В гражданской войне пролетариата с буржуазией они неизбежно становятся, в немалом числе, на сторону буржуазии, на сторону «версальцев» против «коммунаров».
Не поняв экономических корней этого явления, не оценив его политического и общественного значения, нельзя сделать ни шага в области решения практических задач коммунистического движения и грядущей социальной революции.

Маркс, Энгельс, Ленин заложили основы понимания политэкономии рабочей аристократии, после чего развитие термина остановилось на длительное время.

## Дальнейшая судьба понятия
В Советском Союзе , хотя, понятие рабочей аристократии де-юре не признавалось, и было выведено официального из употребления, но де-факто в народе этот термин встречался . Так в Большой Советской энциклопедии утверждается, что: 

После 1-й мировой войны позиции Р. а. начинают ослабевать под влиянием новых социально-экономических, политических и идеологических факторов. На сужение традиционных слоёв рабочей аристократии воздействовали изменения в капиталистическом производстве и структуре рабочего класса: широкое распространение конвейера и поточного метода привело к уменьшению роли квалифицированного труда.» и «ликвидация колониальных режимов и натиск рабочего движения, монополистическая буржуазия распространяет свою идеологию при помощи новых методов и средств … Старый слой Рабочей аристократии резко сократился вследствие развития научно-технической революции, под влиянием которой происходят глубокие изменения в структуре рабочего класса и расширение его рядов за счёт новых отрядов с более высокой общеобразовательной и профессиональной подготовкой. Поскольку роль проводника буржуазной идеологии служит важнейшим критерием для определения Р. а., то нельзя относить к ней отряды современных квалифицированных высокооплачиваемых рабочих, активно участвующих в антимонополистической борьбе, находящихся в рядах прогрессивных профсоюзов и массовых демократических организаций.» «в целом повышение общественно-политического сознания рабочих и формирование широкого фронта антиимпериалистических сил свидетельствуют о кризисе буржуазной идеологии и о падении влияния Р. а. В силу указанных условий понятие „Р. а.“ перестаёт применяться в общественно-политической литературе.
Таким образом видно, что советская политическая школа в отличие от Ленина или Энгельса во главу угла ставит не политэкономию рабочей аристократии, а лишь её роль в качестве проводника буржуазной идеологии. Поскольку же советское правительство сотрудничало с западными профсоюзами, значительная часть членов которых, по меркам Ленина, Энгельса относится к рабочей аристократии, советской идеологической системе ничего не оставалось, как вывести понятие из обращения.
При этом в послевоенном мире не все течения коммунистической мысли захотели закрыть глаза на рабочую аристократию.
Также, фактически, в СССР под термином «рабочая аристократия» понимались те профессии, которые считались превелигированными и давали разные дополнительные возможности, как например выезд за рубеж для дальнобойщиков или доступ к дефицитным товарам для тех же мясников в магазинах.  
Так, Энвер Ходжа указывал на то, что большинство коммунистических партий Западной Европы пришли к оппортунизму и ревизионизму под влиянием возрождения и увеличения доли рабочей аристократии: «Заметное улучшение жизненного уровня трудящихся по сравнению с военным и даже с довоенным периодом, быстрое увеличение производства в результате реконструкции промышленности и сельского хозяйства и начала научно-технической революции, полная занятость рабочей силы — всё это открыло дорогу процветанию среди неподкованных и оппортунистических элементов иллюзий о развитии капитализма без классовых конфликтов, о предотвращении им кризисов, о ликвидации такого явления, как безработица и т. д. Тем самым лишний раз была доказана правильность важного положения марксизма-ленинизма о том, что периоды мирного развития капитализма становятся источником распространения оппортунизма. Новая прослойка рабочей аристократии, резко увеличившаяся к этому времени, стала оказывать всё более негативное влияние в рядах партий и их руководства, насаждая в них оппортунистические и реформистские идеи и взгляды.»
Идеология маоизма также не отказалась от понятия «рабочая аристократия», однако распространяла его на весь или почти весь рабочий класс стран Запада.
Буржуазная социология и политика также употребляет понятие «рабочая аристократия».
В западной литературе понятие рабочей аристократии применяется в основном к структуре рабочего класса викторианской Англии. Исследование этого вопроса занимались Кроссик и Хобсбаум, в конце 1970-х годов. Однако Фостер рассматривает рабочую аристократию более в широком временном интервале: «рабочая аристократия значительно ослабила оппозицию рабочего класса капитализму, называя её проводником „буржуазных ценностей“»
Однако американские историки в некоторых случаях также используют это понятие применительно к началу XX века в США. В их числе William Cahn.

## Употребление понятия и роль рабочей аристократии в современной России
До недавнего времени понятие «рабочая аристократия» мало использовалось, однако упоминание Путиным рабочей аристократии в предвыборной статье («Строительство справедливости. Социальная политика для России» — 13.02.2012) вызвало общественный интерес: «Рынок труда квалифицированных рабочих нуждается в серьёзных переменах. Необходимо построить внутри рабочих профессий социальные лифты. В России надо воссоздать рабочую аристократию. К 2020 году она должна составить не меньше трети квалифицированных работников — около десяти миллионов человек (с семьями — 25 миллионов).»
После чего обсуждение вопроса рабочей аристократии в России прошло на «Эхо Москвы» в передаче «В круге света» Однако в ней существо вопроса не нашло отражения, а речь шла в основном о проблемах рынка труда.
В поддержку развития рабочей аристократии в России высказался и Игорь Леонов (лидер единороссов Коми), бывший член центрального комитета Единой России и Евгений Савченко, губернатор Белгородской области.
В кризис политической власти в 2011—2012 гг. в России правительство Путина сделало ставку в том числе на консервативную рабочую аристократию в противовес «креативному классу». Так неоднократно в телемостах участвовал коллектив «Уралвагонзавод» — одного из ведущих российских производителей оружия.
Рабочая аристократия в России является одной из опор существующей общественно-политической системы, в значительной мере её доход и численность увеличились за время правления В. Путина, поскольку усилилось положение России на мировой арене.
Несмотря на то, что шахтёры, железнодорожники, оружейники, пилоты, рабочие энергетического комплекса имеют свои профессиональные организации, проводят забастовки за улучшение условий труда, выступают с критикой в адрес власти по частным вопросам, в целом их позиция умеренная, и они не стремятся к радикальным переменам в обществе.
За счёт того, что профсоюзы рабочей аристократии наиболее развиты и устойчивы, они получили наибольшее влияние во всероссийских объединениях независимых профсоюзов, таких как ВКТ и КТР. В результате эти профобъединения заключили договоры о трёхстороннем сотрудничестве с властью и бизнесом.
Таким образом существующая элита России через рабочую аристократию, контроль на бюрократическими профсоюзами, в условия слабого развития пролетарского классового сознания, сводит к минимуму угрозу радикализации профсоюзных движений.